# Claire Lecat
Claire Lecat (ur. 6 lipca 1965 w Boulogne-sur-Mer) – francuska judoczka. Olimpijka z Barcelony 1992, gdzie zajęła piąte miejsce w wadze średniej.
Brązowa medalistka mistrzostw świata w 1989. Startowała w Pucharze Świata w latach 1990, 1992 i 1993. Zdobyła cztery medale na mistrzostwach Europy w latach 1988 - 1990, tym dwa w drużynie. Mistrzyni Francji w 1988 i 1989 roku.

## Letnie Igrzyska Olimpijskie 1992
| Konkurencja | Eliminacje                      | Eliminacje           | Eliminacje                   | Repasaże            | Repasaże               | Finały             | Klas. końcowa |
| Konkurencja | Przeciwnik I                    | Przeciwnik II        | 1/4                          | Przeciwnik I        | Przeciwnik II          | o 3. miejsce       | Miejsce       |
| ----------- | ------------------------------- | -------------------- | ---------------------------- | ------------------- | ---------------------- | ------------------ | ------------- |
| 66 kg       | María del Carmen Bellón (ESP) Z | Laisa Laveti (FIJ) Z | Emanuela Pierantozzi (ITA) P | Chantal Han (NED) Z | Laura Martinel (ARG) Z | Kate Howey (GBR) P | 5.            |